# جبل شقروف
جبل شقروف یکی از روستاهای عزلت لهاب در ناحیه مناخه در استان صنعای کشور یمن است که جمعیت آن بر پایهٔ سرشماری سال ۲۰۰۴ یمن به ۲۵۸ تن رسیده است.

## بن مایه
1. ↑  «الدليل الشامل - محافظة صنعاء - مديرية مناخة - عزلة لهاب». یمنا.کام. بایگانی‌شده از اصلی در ۲۱ نوامبر ۲۰۱۹. دریافت‌شده در ۲۸ دسامبر ۲۰۲۰.